# باول لانغرهانز
باول لانغر هانز (بالألمانية: Paul Langerhans)‏ (25 يوليو 1847 - 20 يوليو 1888) عالم الأمراض والأحياء والفسيولوجي الألماني الشهير والذي اكتشف الخلايا المسؤولة عن إفراز الإنسولين والتي عرفت من بعده بجزر لانغرهانز

## ولادته ودراسته
ولد باول لانغرهانز في الخامس والعشرين من يوليو عام 1847 في برلين وكان والده طبيبا. التحق لانغرهانز بمدرسة جراوس كلوستر ونتيجة لأدائه المتميز تم إعفائه من الامتحانات الشفهية النهائية. بدء لانغر هانز دراساته الطبية في جامعة ينا في برلين.

## روابط خارجية
- باول لانغرهانز على موقع الموسوعة البريطانية (الإنجليزية)